# Alberto Andrade
Alberto Manuel Andrade Carmona (Lima, 24 de diciembre de 1943-Washington D. C., 19 de junio de 2009) fue un abogado y político peruano. Fundador y líder histórico del partido Somos Perú, fue congresista de la república desde julio del 2006 hasta su fallecimiento en junio del 2009. Es más reconocido por su labor como alcalde de la ciudad de Lima de 1996 hasta el 2002 y como alcalde del distrito de Miraflores en 1990 hasta 1995.

## Biografía
Nació en el tradicional Barrios Altos, cerca del centro histórico de Lima, el 24 de diciembre de 1943. Fue hijo de Alberto Andrade Blanco, teniente del ejército peruano, y de Delicia Carmona Castillo quien era profesora. Fue hermano del excongresista Fernando Andrade.
Realizó sus estudios en el Colegio Nacional del Perú de Nuestra Señora de Guadalupe y en el colegio italiano Antonio Raimondi. Luego estudió la carrera de Derecho en la Universidad Nacional Mayor de San Marcos donde logró graduarse como abogado. Estudió su posgrado obtiendo el grado Magíster en Administración de la Universidad de ESAN. Creó la empresa de productos de cuero ALDA.
Contrajo matrimonio con Ana Botteri Herrera con quien tuvo 4 hijos.

## Vida política
Alberto Andrade se inicia en la política cuando postula al Senado por el Movimiento Popular de Acción e Integración Social, sin embargo, no resultó elegido.
Luego se inscribe como militante del Partido Popular Cristiano liderado por Luis Bedoya Reyes y obtiene su primer cargo político al ser elegido como regidor del distrito de Miraflores en 1984.

### Alcalde de Miraflores
En las elecciones municipales de 1989, fue candidato a la alcaldía del distrito de Miraflores por el Frente Democrático (coalición entre el Movimiento Libertad de Mario Vargas Llosa, Acción Popular de Fernando Belaúnde y el PPC de Bedoya). Luego Andrade resulta elegido como alcalde del distrito miraflorino para el periodo 1989-1992.
En las elecciones municipales de 1993, fue reelegido en el cargo para el periodo municipal 1992-1995.
Durante su labor en el municipio, hizo varias obras por el distrito como la remodelación del parque Central y convocó un cuerpo de hombres de seguridad denominado serenazgo municipal, ya establecido por Carlos Neuhaus en el distrito de San Isidro cuando el último fue alcalde, para que combatiera la delincuencia en los años 1990, mientras la Policía Nacional se encargaba de combatir al terrorismo. Su enérgica gestión logró liberar a Miraflores del deterioro progresivo que venía sufriendo el distrito.
En 1992, Andrade junto a otros miembros del Partido Popular Cristiano, renunciaron a dicho partido tras discrepancias con algunos miembros al participar en las elecciones del Congreso Constituyente Democrático convocadas por Alberto Fujimori. Sin embargo, Andrade decide fundar su propio partido ''Somos Lima'' con mira a las elecciones municipales de 1995.

### Alcalde de Lima
En las elecciones municipales de 1995, Andrade decidió postular al Municipio de Lima compitiendo con el oficialista Jaime Yoshiyama de Cambio 90 - Nueva Mayoría. Luego del conteo de votos, Alberto Andrade resultó triunfador al ser elegido como el nuevo alcalde de la ciudad de Lima para el periodo municipal 1996-1998.
Durante su periodo en el Municipio de Lima, realizó grandes obras públicas como por ejemplo la Vía Expresa de Javier Prado, las re-modelaciones de parques y plazas; la creación del Sistema de Administración Tributaria, SAT, encargada de la recaudación de impuestos municipales con la que se pudieron realizar otras obras importantes; la creación del sistema de MuniOficios, dándole la facilidad de contratación a cientos de trabajadores independientes como gasfiteros, carpinteros, pintores, albañiles entre otros.
Organizó a las vecinas de la plaza Italia para fomentar el consumo de potajes peruanos, dándoles la facilidad de poder vender sus productos en la vía pública mediante los Festivales de la Comida Peruana, que luego se extendieron a otras plazas y a otros distritos de la capital.
Se inició un plan importante de gestión cultural que incluyó la creación del Centro de Artes Visuales de la Municipalidad de Lima, fundado por Luis Lama y encargado de llevar a cabo las Bienales de Lima (Bienal Iberoamericana de Lima y la Bienal Nacional de Lima), así como el Centro de Artes Escénicas, fundado por Karin Elmore y que llevó a cabo el Festival Internacional de Danza y Teatro de Lima. Este plan de gestión cultural fue desactivado en la gestión de Luis Castañeda Lossio, quien dilapidó todo lo que se había construido a la fecha y que ponía a Lima como un centro cultural relevante en América Latina, aunque hubo un intento durante la gestión de la alcaldesa Susana Villarán de reactivar la cultura en la ciudad. 
También inició la recuperación de los Balcones de Lima con la pintoresca propuesta de "Adopta un Balcón", con lo que muchas importantes empresas se encargaron de su recuperación.
El máximo logro de su gestión, y por lo que es recordado en la historia de la metrópoli, fue por la recuperación del centro histórico de Lima, devolviéndole su esplendor colonial y atractivo turístico, tras décadas de abandono, contaminación y comercio ambulatorio desordenado.
Esta gestión de Andrade no contó el apoyo del gobierno central, ya que el presidente Alberto Fujimori desde el primer día de gestión de municipal, se negó a colaborar con Andrade en cualquier actividad que realizaba, esto se debió a que Fujimori no aceptó que Andrade lograra ganar al candidato fujimorista Jaime Yoshiyama, al cual el gobierno invirtió en él cantidades altísimas de dinero del erario nacional, Fujimori buscó la forma de boicotear a Andrade en todo momento (así como lo hizo con Ricardo Belmont al emitir el D.L 776), cuando Andrade orquestó el gran desalojo de ambulantes del Centro de Lima, Fujimori dio orden a la Policía Nacional del Perú de defender a los ambulantes y atacar al serenazgo y la policía municipal. El éxito de la gestión de Andrade lo volvió el "enemigo político número 1" del gobierno de Fujimori y con su frase “¡Adelante, carajo!”.
Para las elecciones municipales de 1998, Andrade postuló a la reelección en el cargo por Somos Perú y esta vez compitió con el ex-primer ministro Juan Carlos Hurtado Miller, quien representó al movimiento fujimorista Vamos Vecino. Andrade logró derrotar a Hurtado con la mayoría de votos y juró para un segundo mandato municipal.
Haciendo una síntesis de algunos de los proyectos más importantes emprendidos en su gestión municipal se podrían destacar los siguientes:
- Sistema de Planificación y Presupuesto Metropolitano
- Plan Integral de Desarrollo Metropolitano de Mediano Plazo 1998-2002
- Creación del Servicio de Administración Tributaria (SAT)
- Privatización del Servicio de Limpieza y Recojo de basura de Lima (ReLima)
- Institucionalización del cuerpo de hombres de seguridad municipal (Serenazgo)
- Recuperación del centro histórico de Lima y desalojo sistemático de ambulantes
- Reorganización, formalización y registro del comercio ambulatorio
- Reestructuración e Integración del parque de la Exposición y el parque de la Reserva
- Remodelación y puesta en valor comercial de la plaza San Martín, plaza Italia, plaza Ramón Castilla, paseo de los Héroes Navales, parque Universitario
- Restauración integral de la plaza de Armas y renombramiento a plaza Mayor
- Plan Adopte un Balcón y Restauración de Casonas en coordinación con el Patronato de Lima
- Creación de la Bienal Iberoamericana de Lima y la Bienal Nacional de Lima
- Culminación de la construcción del By-pass del Óvalo Higuereta
- Construcción del Anillo Vial Caqueta-Evitamiento
- Construcción de la Vía Expresa de la avenida Javier Prado
- Reorganización del Servicio de Taxi Metropolitano (Setame "Taxi Amarillo")
- Propuesta del Sistema Integrado de Transportes Públicos Lima Bus (parcial Metropolitano)

### Candidato presidencial
En las elecciones generales del año 2000, Andrade anunció su candidatura presidencial por su partido Somos Perú y fue acompañado en su plancha presidencial por Luis Guerrero Figueroa y Beatriz Merino. Sin embargo, Andrade sufrió toda una campaña de desprestigio organizada por los medios de prensa controlados por el gobierno de Alberto Fujimori y su asesor Vladimiro Montesinos, esto le permitió obtener solo el 3 % de los votos. Además, que tuvo inconvenientes con la regularización por el Jurado Nacional de Elecciones. Luego, durante la segunda vuelta electoral, Andrade decidió apoyar la candidatura de Alejandro Toledo de Perú Posible y así formar un frente político contra la dictadura de Alberto Fujimori.
Como alcalde permitió la organización de la Marcha de los Cuatro Suyos encabezada por Toledo y con su partido Somos Perú apoyaron a los ciudadanos en sus protestas contra el gobierno fujimorista. Luego de la caída de Alberto Fujimori tras haber renunciado a la presidencia mediante un fax, Andrade celebró la caída de Fujimori y apoyó al gobierno de transición encabezado por el histórico Valentín Paniagua.
En las elecciones municipales del año 2002, Andrade volvió a postular para una tercera gestión en Lima, proponiendo poner en funcionamiento un sistema de autobuses rápidos conocidos como Lima Bus, similar al Transmilenio de Bogotá, Colombia. Andrade perdió las elecciones ante Luis Castañeda Lossio, de la alianza Unidad Nacional quien planteaba la construcción de un tren. El triunfo de Castañeda sobre Andrade tuvo como principal causa un enfoque social de ambos candidatos, mientras Andrade era reconocido por la labor en la recuperación del Centro de Lima, Cercado y sus proyectos de modernización de la ciudad, este enfoque era más compartido por los sectores "tradicionales" de Lima, o sea, los distritos mesocráticos (como Pueblo Libre, Lince, etc) y distritos residenciales (San Isidro, Miraflores, etc), en cambio Castañeda enfocó su campaña en la "Lima emergente", la Lima de los trabajadores informales y populares (distritos como La Victoria, El Agustino, etc) la Lima de las periferias (los llamados "conos", distritos como San Juan de Miraflores o Carabayllo), prometiéndoles programas sociales, asistencialistas, etc. Al final, Castañeda logró vencer a Andrade en las elecciones.
Sin embargo, el tren no fue construido y en su segundo periodo, Castañeda construyó el sistema de autobuses propuesto por Andrade, bajo el nombre de “Metropolitano”.
En el año 2003, Andrade asumió nuevamente la presidencia de su partido.

### Congresista de la República
Para las elecciones generales del 2006, Andrade decidió conformar una alianza política con el expresidente Valentín Paniagua de Acción Popular y la denominaron el “Frente de Centro” (alianza conformada por Acción Popular, Somos Perú y la Coordinadora Nacional de Independientes). Postuló a la primera vicepresidencia en la plancha presidencial de Paniagua y también encabezó la lista de candidatos al Congreso de la República por Lima Metropolitana. Andrade solo logró ser elegido como congresista de la república, con 131,178 votos, para el periodo parlamentario 2006-2011.
En el parlamento ejerció como secretario de la Comisión de Inteligencia y como vicepresidente de la Comisión de Defensa. También desempeñó como presidente de la Comisión de Defensa del Consumidor y vicepresidente de la Comisión de Inteligencia.

## Discografía
Su gran afición a la música no fue ajena a su gestión municipal, primero en la Municipalidad de Miraflores (1990-1996) y de la Municipalidad de Lima (1996-2002). A continuación sus dos producciones musicales, que trabajó conjuntamente con Augusto Polo Campos, Jorge "El Carreta" Pérez, Edith Barr, la Banda de Músicos de la Municipalidad de Miraflores, Bartola, Óscar Avilés, Arturo "Zambo" Cavero, entre otros.
- Canta Miraflores (1992)
- El Sueño de Lima (1998)

Para la campaña política, municipal y luego presidencial del empresario Alberto Andrade Carmona, solicita al compositor Mario Cavagnaro, utilizar su canción "Todos los Peruanos, Somos el Perú", un valse con fuga de tondero con temática nacionalista, con la salvedad de retirar la palabra <el> para que coincida con la recién creada Somos Perú. Se convocaron a varios cantantes para grabarla, siendo seleccionado por el propio Aberto Andrade, José Antonio Sánchez, un joven intérprete perteneciente a la agrupación musical Avanzada Criolla. Desde ese momento se podía escuchar "Todos los Peruanos, Somos Perú" en toda la ciudad, a través de los altavoces instalados en los vehículos de campaña.
- Todos los Peruanos, Somos Perú (1997)

## Fallecimiento
A inicios del año 2009, debido a una fibrosis pulmonar, Andrade viajó continuamente a Estados Unidos para un tratamiento médico. Sin embargo, el 19 de junio del mismo año, Alberto Andrade falleció a los 65 años a las 23:40 horas en Washington D. C. Su cuerpo fue repatriado y tras ser velado en el Palacio Municipal de Lima, donde se le rindió un homenaje, fue trasladado al Cementerio Jardines de la Paz del distrito de La Molina, donde fue cremado, las cenizas fueron lanzadas al mar en la playa totoritas del distrito de Mala.